# Plecia varians
Plecia varians är en tvåvingeart som beskrevs av Edwards 1928. Plecia varians ingår i släktet Plecia och familjen hårmyggor. Inga underarter finns listade i Catalogue of Life.